# Келъг
Келъг (на английски: Kellogg) е град в окръг Шошони, щата Айдахо, САЩ. Келъг е с население от 2395 жители (2000) и обща площ от 5 km². Намира се на 702 m надморска височина. ЗИП кодът му е 83837, а телефонният му код е 208.